# Juraj Vitovec
Juraj Vitovec (15. st.), zagorski knez, sin bivšega slavonskog bana Jana Vitovca i brat Vilima Vitovca.
Otac mu Jan Vitovec došao je do mnogih časti i milosti koje nije zaslužio. No, Juraj i brat mu Vilim nisu bili tako snalažljivi u politici kao otac im Jan, ali su bili prevrtljivi i nevjerni kao on.
Kad je velikaš Matko Talovac ocijepio grad Belu i imanje belsko od vrankog priorata, prior vranski i kasniji ban Jajačke banovine Bartol Berislavić je 1485. godine sudski reagirao. Tužio je zagorske grofove braću Jurja i Vilima Vitovca i u tužbi je tražio da se prioratu vrati nazad grad Bela i prioratska imanja.
Nezadovoljan oduzimanjem sudske vlasti na Saboru u Budimu njegovoj kneževini i prepuštanjem sudbene vlasti banskom stolu, odmetnuo se s bratom Vilimom i podigli su bunu 1488. godine. Kralj je iste godine na njih poslao kapetana Jakova Szekelya za suzbiti njihovo odmetništvo. Oružano im je oteo posjede, među kojima i Trakošćan. Isto se zbilo i s Lobor gradom, iako ga je Juraj Vitovec pred požunskim kaptolom prodao Ernustu od Čakovca (Ernusth de Csáktornya) i Tomi Bakaču.
Buna je braći Vitovec ugrozila ugled koji su stekli junaštvima u borbama protiv osmanskih osvajača, poput pobjede nad dan sv. Bartula (24. kolovoza), najvjerojatnije 1479. kad je turska vojska pustošila Nedelišće i čakovečki kraj, kad je Juraj osmanske snage suzbio i hametice potukao, odnosno za pobjedu u bitci kod Brežaca.
S obzirom na to da je 1495. Janov sin Juraj tražio castellum Vrbovec odnosno kako se u tražbini Ivana Korvina 1497. spominje kao castellum Thabor aliter Wrbovcz, Mali Tabor sagradili su Vitovci. Kad je Jan umro, sinu Jurju pripao je sjeverni dio s ruševnim castrumom, a sinu Vilimu južni dio vlastelinstva Vrbovca s kaštelom (palas). Kad je umro Vilim, kralj je naložio banu Ivanu Korvinu izručiti Jurju Vitovcu Vilimova imanja, među kojima Sela i Goricu. Iz tog izvora nazire se da je Juraj sagradio omanji castellum na razvalinama castruma Vrbovca, na suprotnoj strani brježuljka Bujašnice. Novi je nosio ime Vrbovca, radi razlikovanja od istoimenog castruma Thabor (stari se zvao castellum Thabor aliter Wrbovcz, v. gore).
Progonstvom Vitovcâ prestala je i Zagorska kneževina.